# Virginiai guvat
A virginiai guvat (Rallus limicola) a madarak osztályának darualakúak (Gruiformes) rendjébe és a guvatfélék (Rallidae) családjába tartozó faj.

## Rendszerezése
A fajt Louis Pierre Vieillot francia ornitológus írta le 1819-ben.

## Alfajai
- Rallus limicola aequatorialis Sharpe, 1894
- Rallus limicola friedmanni Dickerman, 1966
- Rallus limicola limicola Vieillot, 1819
- Rallus limicola meyerdeschauenseei Fjeldsa, 1990[2]

## Előfordulása
Kanada, az Amerikai Egyesült Államok, Mexikó, a Bahama-szigetek, Bermuda, Puerto Rico, Kuba, Guatemala, Saint-Pierre és Miquelon, Ecuador, Kolumbia, Peru és Grönland területén honos. Természetes élőhelyei a mocsarak és tavak. Vonuló faj.

## Megjelenése
Testhossza 25 centiméter.
|  |

## Természetvédelmi helyzete
Az elterjedési területe rendkívül nagy, egyedszáma ismeretlen. A Természetvédelmi Világszövetség Vörös listáján nem fenyegetett fajként szerepel.